# جون بيلي مكينتوش
جون بيلي مكينتوش (بالإنجليزية: John Baillie McIntosh)‏ هو ضابط أمريكي، ولد في 6 يونيو 1829 في تامبا في الولايات المتحدة، وتوفي في 29 يونيو 1888 في نيو برونزويك في الولايات المتحدة.